# Storczyk błotny
Storczyk błotny (Orchis palustris Jacq., właśc. Anacamptis palustris (Jacq.) R.M.Bateman, Pridgeon & M.W.Chase, Lindleyana 12: 120 (1997)) – gatunek rośliny z rodziny storczykowatych (Orchidaceae). Rośnie w Europie, północnej Afryce i środkowej Azji. W Polsce występuje rzadko, głównie w części północno-zachodniej. Po odkryciu polifiletycznego charakteru rodzaju Orchis gatunek ten włączony został do rodzaju koślaczek (Anacamptis). Tu opisany jest pod nazwą tradycyjną ze względu na utrzymanie jej stosowania w polskojęzycznych źródłach nomenklatorycznych.

## Morfologia
ŁodygaDo 50 cm wysokości. Ulistniony (3–5 liści), wyprostowany, obły lub lekko kanciasty, zielony pęd, w górze niekiedy czerwonawo nabiegły.
LiścieRównowąskie, ostro zakończone, o długości 10–20 cm i szerokości 1 cm.
KwiatyKwiaty o średniej wielkości skupione w  groniastym kwiatostanie o długości 7–10 cm. Boczne, zewnętrzne płatki korony silnie odchylone do tyłu. Różowa do purpurowofioletowej warżka o długości 8–12 mm i szerokości 8–14 mm, o odgiętych do tyłu łatkach bocznych i białą lub różową gardzielą, z drobnymi plamkami biegnącymi do wejścia do ostrogi. Łatka środkowa jajowata, tępa lub lekko wcięta na szczycie, łatki boczne jajowate lub rombowate. Ostroga cylindryczna, prosta, o dł. 9–14 mm, różowa do purpurowofioletowej. Górny zewnętrzny płatek okwiatu o dł. 8–14 mm i szer. 4–6 mm, jajowaty do szerokolancetowatego, różowy do ciemnofioletowego. Boczne zewnętrzne płatki  o dł. 9–14 mm, jajowate lub odwrotnie jajowate, asymetryczne, ostro zakończone. Wewnętrzne płatki nieco mniejsze, jajowate, asymetryczne. Prętosłup bladoróżowy do ciemnopurpurowego, o dł. 3–4 mm.
OwoceTorebka o długości około 15 mm.

## Biologia i ekologia
Bylina, geofit. Kwitnie w maju i czerwcu. Gatunek charakterystyczny zw. Caricion davallianae i zespołu Orchido-Schoenetum nigricantis. Notowano go także w płatach zbiorowisk łąkowych i szuwarowych, na glebach zasolonych (Wielkopolska) i w zbiorowiskach halofitów (Pradolina Warszawsko-Berlińska).

## Siedlisko
Storczyk błotny rośnie na wilgotnych, czasem podtopionych łąkach i torfowiskach, na glebach umiarkowanie żyznych, zasobnych w węglan wapnia (na pokładach kredy jeziornej), zasadowych lub obojętnych, a także na glebach zasolonych. 
Jest gatunkiem światłolubnym. Rośnie z reguły w ekosystemach łąkowych.

## Rozmieszczenie geograficzne
Anacamptis palustris jest gatunkiem europejskim, elementem łącznikowym środkowoeuropejsko-iranoturańskim. Przez Polskę przebiega jego północno-wschodnia granica zasięgu. W Polsce gatunek ten został stwierdzony na około 30 stanowiskach. Najwięcej stanowisk storczyka błotnego znajduje się na Pobrzeżu Szczecińskim, Pojezierzu Myśliborskim i w Wielkopolsce (w rozproszeniu). W Polsce środkowej zanotowano go tylko w pradolinie warszawsko-berlińskiej w rejonie wsi Leszcze-Wilczkowice-Błonie.

## Zmienność
Gatunek zróżnicowany na trzy podgatunki:
- Anacamptis palustris subsp. elegans (Heuff.) R.M. Bateman, Pridgeon & M.W. Chase - występuje w środkowej i wschodniej Europie i środkowej Azji
- Anacamptis palustris subsp. palustris - rośnie w Europie zachodniej i północnej Afryce
- Anacamptis palustris subsp. robusta (T. Stephenson) R.M. Bateman, Pridgeon & M.W. Chase - występuje w Algierii, Tunezji i na Balearach

## Zagrożenia i ochrona
Obniżanie się poziomu wód gruntowych, zaprzestanie ekstensywnego użytkowania łąk, co spowodowało ekspansję trzciny. Roślina objęta w Polsce ścisłą ochroną gatunkową.
Kategorie zagrożenia:
- Kategoria zagrożenia w Polsce według Czerwonej listy roślin i grzybów Polski (2006)[11]: E (wymierający, krytycznie zagrożony); 2016: CR (krytycznie zagrożony)[12].
- Kategoria zagrożenia w Polsce według Polskiej Czerwonej Księgi Roślin[10]: CR (krytycznie zagrożony).